# Karl II av Parma
Karl Ludvig av Bourbon-Parma (22 december 1799 - 16 april 1883) var regerande hertig av Parma 1847-1849. 
Han var son till Ludvig av Parma och Maria Luisa av Spanien, dotter till Karl IV av Spanien. 1801 blev Karl Ludvigs far kung av det nybildade Kungariket Etrurien, och Karl Ludvig alltså kronprins av Etrurien - och när fadern dog knappt två år senare, i maj 1803, blev den ännu inte fyra år gamle Karl Ludvig kung av Etrurien, under namnet Ludvig II och med modern som förmyndarregent. Fyra år senare lät Napoleon upplösa kungariket Etrurien och skickade Karl Ludvig och hans mor till Frankrike.

## Biografi
Vid Wienkongressen år 1815 utnämndes Maria Luisa till hertiginna av Lucca, med Karl Ludvig som tronföljare, och när Maria Luisa avled år 1824 blev Karl Ludvig hertig av Lucca som Karl I. När så Napoleons änka, Marie Louise, hertiginna av Parma, avled 1847, blev Karl Ludvig, enligt en överenskommelse från 1817, hennes efterträdare; han blev hertig av Parma och Piacenza som Karl II, medan Lucca införlivades med Storhertigdömet Toscana.
Karl II:s regeringstid blev inte lång; 1848 utbröt en revolution, och hertigen tvingades att abdikera till förmån för sin son, Karl III. Karl Ludvig levde därefter i exil i Frankrike under namnet "greven av Villafranca".
Karl Ludvig gifte sig 1820 med Maria Teresa av Savojen, som var dotter till kung Viktor Emanuel I av Sardinien; äktenskapet blev olyckligt och de båda makarna levde under långa perioder på skilda håll. De fick en dotter, som dog i späd ålder, och en son, den ovan nämnde Karl III.

## Utmärkelser
- Riddare av Gyllene skinnets orden
- Malteserorden
- Storkorset av Karl III:s orden
- Januariusorden
- Annunziataorden
- Sankt Stefansorden

[Redigera Wikidata]